# Spaghetti vongole

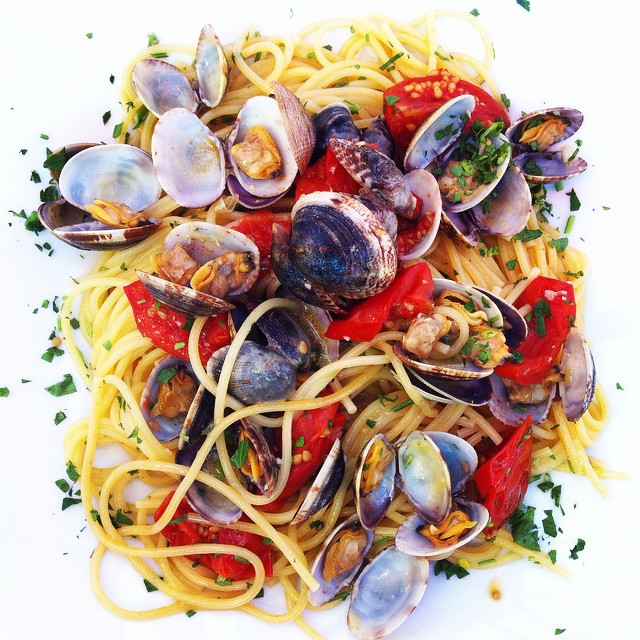
Spaghetti vongole

Spaghetti alle vongole is een Italiaans pastagerecht met schelpdieren, afkomstig uit het midden en zuiden van Italië. De letterlijke Nederlandse vertaling is "spaghetti met venusschelpen". Het gerecht kan ook met een andere pastasoort gegeten worden, zoals linguine of tagliatelle.

## Bereidingswijzen
Er zijn twee verschillende bereidingswijzen voor dit gerecht: in bianco, met olie, knoflook, peterselie en eventueel een scheut witte wijn; of in rosso, waarbij naast de eerder genoemde ingrediënten ook tomaten en verse basilicum worden toegevoegd. De levende schelpen worden snel gekookt in een mengsel van olijfolie en veel knoflook. De schelpen openen tijdens het koken. De vloeistof die tijdens dat proces vrijkomt, is een essentiële smaakstof voor het gerecht.